# بشار النجار
بشار النجار، لاعب كاراتيه أردني، ويمثل حالياً المنتخب الأردني للكراتيه، بدأ مسيرته عام 1997 في مركز النجار للكراتيه وحصل على الحزام الأسود عام2000، وحقق العديد من الإنجازات الدولية والقارية.

## إنجازاته
احتل النجار، عام 2016، المركز الأول في التصنيف العالمي لوزن تحت 67 كيلو غرامًا بمجموع نقاط 1200. كما أحرز النجار العديد من الإنجازات على الصعيد القاري والعالمي أهمها: ذهبية بطولة آسيا في الأردن عام 2018 وفضية بطولة الدوري العالمي في تشيلي عام 2018 وفضية دورة الألعاب الآسيوية عام 2010 وكانت أول ميدالية لرياضة الكراتيه الأردنية بالآسياد وبرونزية دورة الألعاب الآسيوية في إندونيسيا عام 2018 وذهبية دورة ألعاب التضامن الإسلامي في أذربيجان عام 2017 وثلاث ميداليات (ذهبيتان وفضية) في بطولة الدوري العالمي عام 2016. وحصل على ذهبية كأس العالم في عام 2009 وحصل على لقب أفضل لاعب عربي عام 2014.